# Aquincumi katonai táborok
Aquincum-katonai táborok név alatt az időszámításunk kezdete idején a mai Budapest területén alakult római kori katonai táborokat értjük. Ilyen táborból több is volt a Duna mentén.
A Római Birodalom terjeszkedési stratégiájának a része volt előbb segédcsapatai (auxiliares) számára ideiglenes táborokat létesíteni, majd később, a birodalom pozíciójának javulásakor építettek állandó tartózkodásra is alkalmas kőtáborokat, amik körül városias település is kialakult.

## Claudius és a Flaviusok kora (41-98)

### A védendő pontok
A Duna menti első római kori katonai táborok a stratégiai fontosságú átkelőhelyek védelmére jöttek létre. Aquincum az eraviszkuszok civitasának a szélén feküdt, stratégiai fontosságú helyen. A terepviszonyok miatt a Dunakanyar kevéssé volt védhető, így a Gellért-hegynél volt a Felső-Duna egyik legfontosabb átkelőhelye, amit a rómaiak megjelenése előtt az eraviszkuszok felügyeltek. Ezt és a Duna több más átkelőhelyét katonai táborral kellett megerősíteni. Különösen fontosak voltak a szigetek, mert ezek csúcsainál a folyó beszűkült, és természetesen a magaslatok is fontos stratégiai pontnak számítottak. Ezen pontok mentén kellett kialakítani a limest, ami két következménnyel járt:
- a Gellért-hegyi oppidumot és a többi falut hátrébb kellett tolni a katonai zónától, és
- a budapesti limesszakasz fontos pontjaira állandó jelenlétű katonai egységeknek, az 500 fős lovas alakulatoknak tábort kellett építeni.

Nagytéténytől Békásmegyerig 6 ilyen pont van a Dunán: szigetek végpontjai valamint a Dunába ömlő folyók torkolatai, mivel a távolsági utak e folyók mentén értek a Dunához. Akkoriban a folyó vízszintje sokkal alacsonyabb volt a mainál, ezért volt szükséges az átkelő helyeket védeni.
A római korban a mai három nagy sziget mellett (Csepel-sziget, Margit-sziget, Hajógyári-sziget) használták még a Fürdő-szigetet (a Hajógyári- és a Margit-sziget találkozásánál). A sziget a nevét a rajta épült közfürdőről kapta, de a szigetet a Duna Gőzhajózási Társaság elkotortatta 1874-ben, mert akadályozta a gőzhajók közlekedését. Ugyanekkor sziget volt a mai Pest Belvárosának területe is, amit egy Duna-ág határolt a mai Nagykörút helyén. A két fontos folyótorkolat, az Arany-ároké Óbudán és az Ördög-ároké a Tabánban, a Gellért-hegy északkeleti aljában szintén védendő terület volt.
Ennek a hat veszélyeztetett pontnak a megerősítése és erődítése ismert a legújabb ásatásoknak köszönhetően. A hat pont ismerete azért jelentős, mert azelőtt csak három létezéséről tudtak, és fel sem merült a másik három szükségessége.
A 6+1, napjainkban többé-kevésbé felszínre hozott castrum és segédcsapattábor az 1. századból, Claudius és Vespasianus idejéből való. A legújabb kutatások szerint két fázisban építették be a határvonalat, délről észak felé haladva.

### A segédcsapattáborok
- Campona-Nagytétény 50 körül létesült, korai alaprajza részben ismert. Első helyőrsége, a cohors prima Tungrorum Frontoniniana a Rajnától érkezett.

- Albertfalva, aminek ókori neve nem ismert, szintén 50 körül létesült. Jelenleg az egész pannoniai határvonalon a legjobban feltárt auxiliaris (azaz segédcsapat-) castrum, védművei és beépítésrendszere is ismertek, valamint a tábort körülvevő vicus militaris épületei is ismertek.

- A Gellért tér déli oldala a hegy lábánál, a Csepel-sziget északi végénél. Mocsaras terület volt, vicus militarisa ismert. Több 1. századi ala váltotta itt egymást és fazekastelepe a 2. század elején is működött.
- Fő utca-Bem tér (Víziváros). Itt castrum állt 45-50-től. Első helyőrsége az ala Hispanorum prima volt. A castrumot a Margit-sziget déli végével szemben a Pasarét-Batthyány utca mentén futó út zárja le. Az ala közfürdője a vicusban (a déli táborkapun kívül) a Fő utcában, a mai török fürdő helyén volt. Főutcája a mai Fő utca alatt fut.
- A Lajos utca–Árpád híd térségében a castrum építési felirata 73-ból való, és úgy tűnik, egy korábbi kisebb tábor helyére építették. Ennek védműveit mind a 4 oldalon feltárták. A tábor belsejében és körülötte a vicusból is ismert több épület, valamint ipartelepe is volt, aminek a fazekasrészlege ismert. Helyőrsége az ala prima Tungrorum Frontoniniana volt. Temetőjében, a mai Lajos utca mentén több lovas katona sírköve is előkerült.
- A Hajógyári-sziget mindkét vége megerősített hely volt már Claudius és Vespasianus idejében is, egy-egy segédcsapattábor emelkedett a szigettel szemben lévő budai parton. Az északi pontnál lévő tábor a későbbi polgárváros helyén terült el, ennek a védműveit sikerült feltárni, vizesárka is volt Ezt a 2. század közepén töltötték be üszkös-romos épületanyaggal. A déli ponton, az Árpád híd déli feljárójánál lévő tábort 73-ban építették, amikor Pannonia helytartója Caius Calpetanus Rantius Quirinalis Valerius Festus volt. A két segédcsapattábor közötti terület nyugati oldalán állt a Domitianus császár alatt létesített légiótábor.
- A folyótorkolatok közül, északról délre haladva előbb az Aranyhegyi-patak torkolata számított fontos stratégiai pontnak, (a jelenlegi Óbuda, Mozaik utca, és a Filatorigát helyén). Ez a patak ma mesterséges mederben halad, átszeli a polgárvárost kelet-nyugati irányban, párhuzamosan az esztergomi vasút töltésével. Eredetileg azonban az Arany-hegyről indulva délkeleti irányban folyt és felvette a Rádl-árok vizét, ami a Bécsi út felől érkezett az Árpád-forrásból. Az Arany-árok torkolatánál arra is figyelni kellett, hogy a Duna egészen keskennyé szűkült  a Hajógyári-sziget miatt. A torkolat előterében a patakon át hidat is kellett verni a Dunával párhuzamosan futó limesút részére. Mindezek miatt itt is szükség volt egy állandó táborra és egy esetleges őrtoronyra is. A három létesítmény (castrum, őrtorony, híd) valamint a kikötő partfalának nyomai előkerültek a Mozaik utca-Miklós utca térségében végzett ásatásokon.

Az 1. század közepéig, a 40-es-50-es évek közötti csapatelhelyezések idején főleg a Rajna mellékéről, Galliából és Hispaniából érkeztek lovas alakulatok. Ezek magukkal hozták a kézműveseiket is: fegyverkovácsokat, fazekasokat, kőfaragókat, szövőket, de a helyőrségek ellátásába bevonták a helyi lakosságot is.
Ma a felsorolt segédcsapattáborok helyénél, valamint a később épített Contra-Aquincum és Transaquincum helyén egy-egy Duna-híd ível át a folyón: Újpesti vasúti híd, Árpád híd, Margit híd, Lánchíd, Erzsébet híd, Szabadság híd, Petőfi híd, Összekötő vasúti híd.
A segédcsapatok állománya összesen 3-4000 fő volt. Őmelléjük helyeztek egy légiót 6000 főnyi katonával, így Aquincum térségét mintegy 10000 fő vigyázta.

### A légiótábor
Az első légió, a legio II Adiutrix Domitianus uralkodása idején érkezett a területre, és 89-ben a két auxiliaris tábor között felépítette az első légiós palánktábort, aminek avatásán a császár is részt vett. A tábor 520x540 méteres volt, de a keleti erődfal helye bizonytalan. Megépítésétől számítjuk Aquincum megalapítását. Ebben a táborban szolgált a parancsnok első helyetteseként (tribunus militum laticlavius) a későbbi császár, Hadrianus.

#### A légió katonái
Az idevezényelt légió tagja csak római polgárjoggal rendelkező férfi lehetett, akik városi lakosok voltak és magasabb volt az iskolai végzettségük is. A légiót Britanniából helyezték át erre a területre, soraiban többnyire italikuszok szolgáltak. Feladatuk a béke biztosítása mellett a romanizáció volt. Ők terjesztették a római szokásokat, mint például a napi fürdés, a fürdők látogatása, szabadtéri játékok az amfiteátrumban, áldozatok bemutatása. Az első légiótábort a 2. században lebontották.
Az itt állomásozó katonák közül sokakat emlegetnek a feliratok, de a leggyakrabban Caius Castricius Victor neve fordul elő. Egész alakos sírköve fennmaradt. Az elhunytat teljes fegyverzetben ábrázolják, és a képen látható valamennyi felszerelési darabnak a megfelelőjét megtalálták: díszsisakot, dísztőrt, kardot, mell- és lábpáncélt, pajzsa fémdíszítményeit. A sír feliratának szövege szerint Comóban született, és 38 évesen halt meg. Marcius Turbo centuriájában szolgált, valószínűleg akkor, amikor a későbbi császár, Hadrianus volt a légiótábor parancsnok-helyettese. Marcius Turbo Hadrianus barátja volt, és amikor Hadrianus Pannonia Inferior első helytartója lett, akkor Daciában futott be karriert, majd később Aquincumban lett helytartó.

#### A második légiótábor

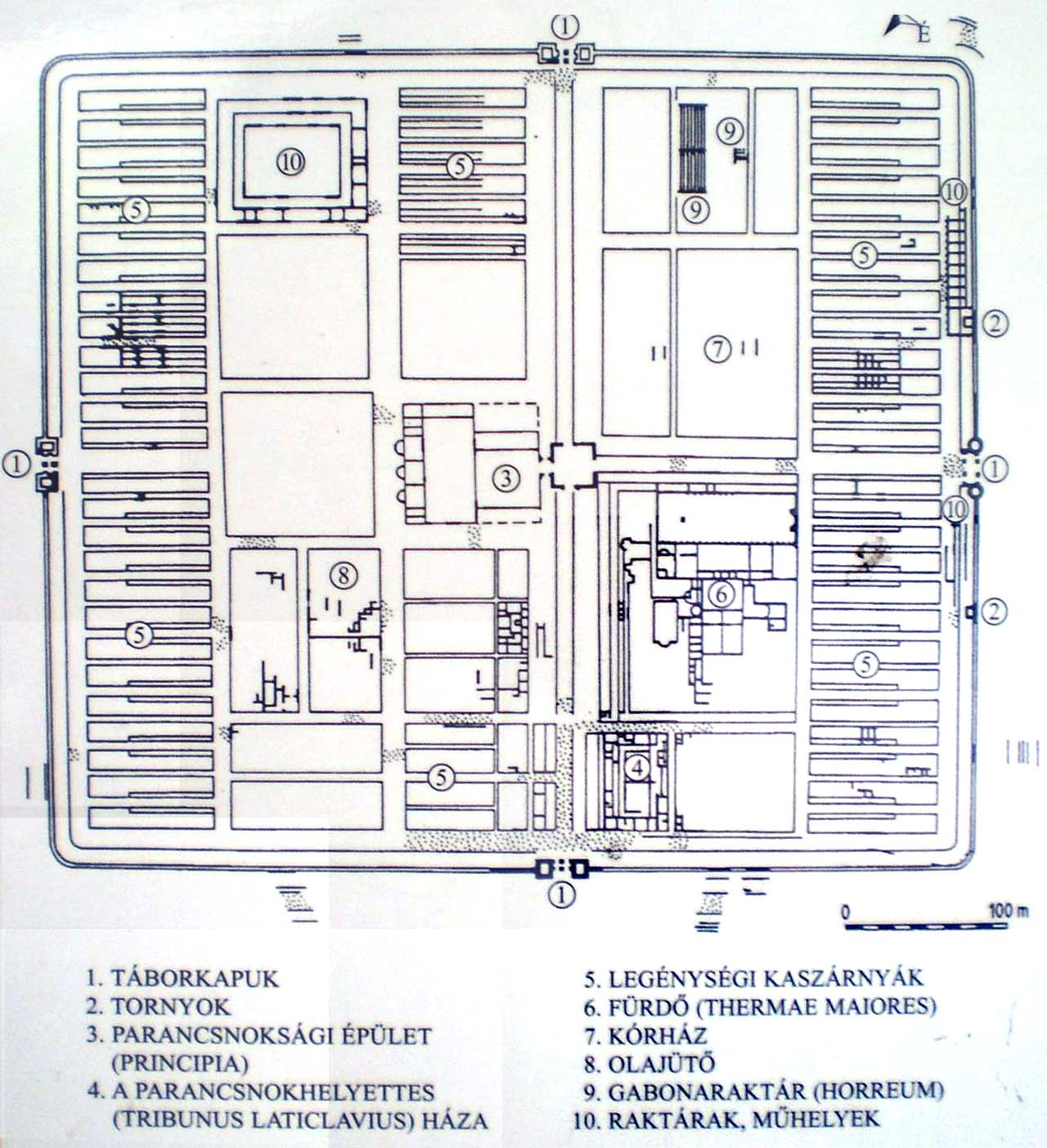
Aquincumi katonai tábor

A palánktábor helyén néhány évtized múlva épülő kőtábor építkezései Traianus alatt indultak meg és Hadrianus alatt is folytatódtak. Ez az új tábor tágasabb volt az előzőnél, és délebbre, praetoria-frontja pedig a Dunától messzebbre került. A korabeli stratégiai előírásoknak megfelelően kőfala 160 centiméter vastag volt és átlagosan 90 méterenként állt rajta egy-egy befelé forduló négyszögű torony, amik az amúgy is emeletes falak fölött magasodtak még egy emelettel. A tábornak négy háromnyílásos kapuja volt, mind a négynek ismert a helye, háromnak a romjait is feltárták, két kaput pedig műemlékileg helyreállítottak. A falat belülről körbenjáró övezte, kívülről vizesárok vette körül.
A tábor teljes közműhálózatát is sikerült rekonstruálni, vagyis a folyóvíz-vezetékének a hálózatát és a szennyvízcsatorna rendszert is. Valamennyi római tábor építése a közművek megépültével kezdődött, amiket még az erődfalak felépülte előtt kialakítottak.
Az aquincumi légiótábor a 2.-3. század folyamán nem sokat változott, bár a markomann háborúk után sok javítás vált szükségessé. Feltárták a tábor principiáját a parancsnoki épülettel, a táborszentéllyel, ahol a hadi jelvényeket tartották. A belső udvaron a napiparancsokat hirdették ki, és erről az udvarról nyíltak a légió 10. ezredének, a cohorsoknak az irodái és az irattárak.
A castrum elülső részében voltak az I. cohors - ami dupla létszámú volt - kaszárnyái és irodái, szomszédjában állt a valetudinarium, azaz a tábori kórház, amiről számos felirat tesz említést. A kórháznál is volt egy teljes raktársor, akárcsak a tábor hátsó felében, ahol főleg az élelemellátással foglalkozó üzemek is helyet kaptak. A lovassági istállók a főutcát szegélyezték, támadás esetén innen jutott ki a lovaskatonaság a főkapun keresztül a leggyorsabban.
Az aquincumi légiótáborban több, a későbbiekben híressé vált hadvezér és politikus is szolgált.

## Traianus kora (98-117)
A tábornak nemcsak a teljes alaprajzát sikerült tisztázni, de felszínre került két építmény maradványa is. Az egyik a principia főbejáratánál emelt négynyílásos díszkapu, az úgynevezett tetrapylon, amit már az átépített, 3. századi formájában sikerült feltárni. Itt keresztezte egymást a tábor két főútja: a via Praetoria és a via Principalis. A 23x23 méteres, többemeletes torony padlója alatt futott össze a folyóvízvezeték minden irányból, és valószínűleg dugattyús szivattyú-szerkezettel a vizet felnyomták a torony tetején lévő vízmedencébe, ami a tábor vízellátását szabályozta. Egy ilyen szerkezet használata nem számított ritkaságnak a légiók technikai felszereltségénél. A víztorony valószínűleg gromahely is volt, azaz innen mérték a kapukból kifutó főútvonalak távolságát.
A másik fontos építmény a tribunus laticlavius, vagyis a táborparancsnok helyettese épületének a feltárása. A házhoz, amiben irodák mellett lakás is volt, egy Mithras-szentély is tartozott, és ennek falán megtalálták az eredetileg itt állott kultuszképet keretező festményt. Ezen kis, keretezett jelenetek összefüggő sora ábrázolja az istenség történetét és a beavatási ünnepséget. A kereszténység térhódítása idején, a 330-as években bezárták, akkor, amikor új, nagyobb légiótábort alapítottak közvetlenül a Duna-parton. Az oltárkövek feliratain olvashatóak az itt szolgálatban lévő tribunus laticlaviusok nevei.

### Helytartói székhely létrehozása
A Római Birodalom ezekben az években próbálta meghódítani Daciát, ami nem ment zökkenőmentesen, emiatt vezényelték az egyik légiót Aquincumba. Traianus és Hadrianus alatt végleg kialakult a pannóniai hadállások rendje, ami szerint mintegy két évszázadon át Vindobona, Carnuntum, Brigetio és Aquincum lettek az állandó légiótáborhelyek, azaz 4 légió állomásozott a provincia határán, a Duna mentén. Ehhez a stratégiai helyzethez kellett alkalmazkodnia Pannonia közigazgatásának is, így Traianus alatt, valószínűleg 106-ban két részre osztották a provinciát, amik között nagyjából észak-déli volt a határ. Pannonia Superior mintegy kétszer akkora volt Pannonia Inferior, és Aquincum ez utóbbinak lett a székhelye. Superiort consuli rangban lévő helytartó irányította, míg Inferiort csak praetor rangú, consulságra jelölt helytartó. A két vezető irodájának létszámában is volt különbség: Inferior hivatalnokainak száma csak a fele Superiorénak. Az, hogy mindkét székhely (Superioré Carnuntum volt) a Római Birodalom határán volt, mutatja a birodalom abbéli szándékát, hogy a Duna északi partján legalább egy sávnyi területet megszálljon, mivel ez szükséges volt a folyami közlekedés és szállítás biztonságossá tételéhez.

## Hadrianustól Commodusig
A székhely létesítése hozzájárult Aquincum polgári fejlődéséhez is. A helytartói apparátus nagy része a légióban szolgáló szakemberekből állt: jogászokból, gazdasági szakemberekből, mérnökökből, orvosokból, technikusokból. Mivel haditechnikára mindig volt forrás, a legjobb szakemberek a hadseregben szolgáltak, akik között Vitruvius, Frontinus, Apuleius is megtalálható. Béke idején ezek az emberek és az irányításuk alatt lévő speciális alakulatok a városok fejlesztésébe segítettek be. Más pannoniai városok építésében is jelentős szerepet játszottak a légiók műszaki alakulatai: Scarbantiában a Superiorban állomásozó három légió egy-egy csapata dolgozott, Brigetioban a legio I Adiutrix a város vízvezetékének a kialakításán dolgozott, Vindobonában a legio XIII Gemina a város utcáit burkolta. A carnuntumi legio XV Apollinaris Scarbantia közfürdőjét építette.
A markomann háborúk ebbe a békés időszakba (a Pax Romanába) szóltak bele. A háborúk végigsöpörtek a limesen és a provincia belső területein is. Marcus Aurelius császár emiatt többször időzött Aquincumban. A háborúk nem hoztak eredményeket, ezért két módosítást hoztak a 170-es években: egyrészt a limesszakaszra lovas barbárokkal azonos harcmodorú alakulatokat rendelt Syriából és Africából. A két szír íjászezred közül az egyik Intercisában (Dunaújváros) a másik Ulcisia Castrában (Szentendrén) állomásozott. A három afrikai alakulat Esztergomtól Bajáig elosztva védte a limesszakaszt. Ezek a különböző etnikumból származó katonák főleg a háború befejeztével voltak hatással Aquincum társadalmára.
A háborúk befejezése után Aquincum körzetében, két fontos átkelőhelynél a Duna bal partján (azaz ellenséges területen) kikötőerődöket építettek: Contra-Aquincumot és Transaquincumot, de építettek további erődöket is, például Pone Navatát Visegráddal szemben és Solvát Esztergommal szemközt. Ezeknek az erődöknek a megépítésével főleg a kereskedelem jutott kedvező helyzetbe, és az erődök építési feliratain fel is tüntették, hogy a Commertiumot szolgálják.

## A Severusok alatt
Az légiótábor valamennyi fontos létesítményét felújították Caracalla alatt, így a védműveket, a principiát, a tribunusházakat és a kaszárnyákat. Ugyanakkor megújították azt a rendeletet, amit már Hadrianus óta többször kiadtak, hogy a katonai célú létesítményeket tilos díszíteni, és a légiótáboron belül tilos nem hadászati célú építkezésekbe fogni. Ebben a rendeletben kiemelten szó volt arról, hogy az utak kereszteződésénél tilos a gyors közlekedést akadályozó szökőkutakat építeni.
Ezt a rendeletet azért kellett újra kiadni, mert az egyes parancsnokok szinte versengtek abban, hogy ki tud például szebb szobrokat állítani. Az I. cohors helyén Aquincumban több feliratos oltárkő került elő, aminek a felirata Silvanus-szentélyre utal, továbbá március 7-ét, azaz Pegazus napját is megünnepelték. A Pegazus a legio II Adiutrix címerállata volt. Előkerültek színes falfestmények is a tiszti házakban, lakosztályokban kaszárnyákban.
Caracalla Aquincumban hirdette ki, nagy ünnepségek közepette, hogy Pannonia provinciát átalakította, azaz onnantól Superior és Inferior  területe azonos lett, mindkettőben 2-2 légió állomásozott. Erre azért volt szükség, mert bár Traianus alatt a provincia Superior része volt a lakottabb, Caracalla idejére a helyzet megváltozott, és Dacia provincia miatt is a keleti határvonal hangsúlyosabbá vált.

## Gallienus hadseregének átszervezése
80 évnyi béke után, 260-ban Pannoniát súlyos csapás éri a roxolán-szarmata háborúban. A barbár népek nem csak ezt a provinciát, de egész Észak-Itáliát, a Pó-völgyéig megrengetik támadásaikkal. Gallienus császár kénytelen volt nem csak a határpolitikáját, de az egész római hadsereget újjászervezni.
Átcsoportosította a határon állomásozó alakulatokat, és pótolta az elpusztult vagy súlyosan megsérült épületállományt. Elsősorban a Duna bal partján épített újakat, a barbár földi határsávban sűrűbbé váltak az erődsorok. Egy másik döntése Aquincumot is mélyebben érinti következményei miatt: a kizárja a birodalmi hadseregből a senatori rangú vezetőréteget, helyükbe lovagrendűek kerülnek, olyanok, akiknek van katonai szaktudása, tapasztalata és rátermettsége. Ezzel az intézkedéssel megnyílt az út a pannonok előtt az egyre magasabb katonai pozíciókhoz és akár a császári trónhoz is. Gallienus ezen intézkedése az oka, hogy a 193-tól 284-ig tartó időszakot szokás a pannonok évszázadának is nevezni. Pannonia szerepe annyira megnövekedett, hogy a birodalmon végigsöprő gazdasági válság ellenére ebben a tartományban a katonai vezetőréteg kifejezetten jómódban élt, és ennek a jólétnek a tartalékából a 4. század elejéig képes volt tartani magát.
268-ból származik egy felirat, ami a katonai fürdő teljes átépítéséről szól a helytartó és a táborparancsnok testvérpár felajánlásában. Ugyanebben az időben készült a principia díszkapuzatának tetrapylonná való átalakítása. Egy ennek kapuja fölé illő faragvány Amon isten fejét mintázza, ezt a fürdő hátsó bejárata és a principia között találták a via Praetoria szegélyén.

## A Tetrarchia és a Constantinus-dinasztia kora
Diocletianus császár Pannonia provinciát a korábbi kettő helyett 4 részre osztotta, amik sokat veszítettek önállóságukból. Aquincum az új Valeria provincia hadseregének központja maradt a dux irányításával. Azt még nem pontosan tudni, hogy a polgári kormányzó meddig maradt Aquincumban a 4. század elején, valószínűleg 320-330 között távozott, ekkorra épült fel az új, erőd jellegű légiótábor, a castrum. Ezekben az időkben általános volt, hogy a polgári ügyekkel foglalkozó praeses székhelyét mintegy 50-60 kilométerrel hátrébb vonták a provincia belsejébe. Ez a távolság akkor egynapos kocsiútnak vagy a lovasfutár egy félnapi útjának felelt meg.
I. Constantinus újabb lépéseket tett a határvédelemben: nagyobb központokban összpontosította a határon a katonaságot, de ugyanekkor a hátországban is megerősítette és erődfallal vette körül a főbb utak mentén a császári birtokokat, a nagybirtokok központi villáit. Ezáltal óriási erődépítési hullám indult meg Pannoniában.

### A castrum
Az új castrum építését a haditechnika fejlődése is indokolta. Új kőhajítógépeket fejlesztettek ki, amik messzebbről és magasabbra voltak képesek kilőni a köveket, ezért a lövedékek átütő ereje sokkal nagyobb lett. Emiatt a táborok falát masszívabbá kellett építeni, magasabbra kellett húzni őket, és meg kellett szélesíteni a vizesárkokat. A falak évszázadok óta 150-160 centiméter vastagok voltak és átlagosan 8 méter magasak, vizesárkaik pedig 3 méter mélyek voltak. Ezeken a méreteken kellett változtatni, így az új erődök fala átlagosan 3,2 méter vastag lett, magasságuk 10-12 méter, a befelé forduló tornyok helyett most kifelé forduló tornyokat építettek, amik például Aquincumban már nem sík, hanem mélyen íveltek voltak. A 4. századi erődnek csak 2 kapuja van, a kisebb erődöknek csak egy, és teknő alakú vizesárkot ásnak, aminek a szélessége átlagosan 6-8 méter.
Az auincumi castrum közvetlenül a Duna-parton épült fel, keleti falát a korábbi tábor nyugati fala adta. Nagy változás volt, hogy a kaszárnyákat, a parancsnoki épületet és minden további fontos építményt már nem a tábor közepére, hanem közvetlenül a falakhoz építettek, így védték őket az új kőhajítógépek lövedékeitől. További fontos változás, hogy a táborszentély szintén a fal belső oldalához simult. A szentély I. Constantinus 322-es türelmi rendelete nyomán már keresztény kápolna vagy templom volt. Aquincumban ezt a templomot a jelenlegi Péter-Pál plébániatemplom helyén keresik, és szondázó jellegű feltárások során sikerült is találni épületfalakat és beszakadt mennyezeti boltívet, de összefüggő alaprajzot ezen adatok alapján nem lehetett megalkotni.
A castrum a 4. században eredetileg 720x300 méteres volt, de ezt a következő század fordulóján beszűkítették és ugyanakkor fel is újították. Az erőd déli fele változatlan maradt. Ezen a helyen, a régi kikötő helyén, nagy raktárrendszer állt, ahol a hosszabb ostromra számítva őrizték a gabonát. A későbbiek folyamán a castrum mentsvárként is szolgált a környékbeli lakosság részére.
A castrum a limes menti erődrendszerbe illeszkedett. Amikor Dacia 271-ben kivált a Birodalomból, a barbárok támadásai már közvetlenül érték Pannonia keleti határát. Ekkor az Alföldön dupla, illetve tripla sáncrendszert építettek az egykori Meszes limestől a Bánátig, aminek Csörsz-árok vagy Ördög-árok volt a neve. Ennek a védelmi rendszernek volt a mai Árpád híd mellett az északi őrhelye, az Alföldre a Transaquincumból vezető út kiindulópontjánál.

## Valentinianusi erődrendszer
A 4. század harmadik negyedében Valentinianus császár az utolsó kísérletet tette meg a limesrendszer fenntartására. Aquincumba rengeteg pénz érkezett az építkezésekre, ami a vásárlóértékét évszázadokon át megtartotta, még az Árpád-korban is forgalomban voltak ezek az érmék. A megnövekedett pénzforgalom azonban nem jelentette azt, hogy az állapotok jobbra fordultak volna.
A sok új castrum és burgus miatt a katonai egységeket fel kellett aprózni, hogy mindenhova jusson katona, ezért szerződéssel fogadtak be egészen vegyes összetételű paraszt katonaságot, alig romanizált barbárokat: szarmatákat, alánokat, germánokat. Mindezek következtében a provincia és vele Aquincum egyre inkább barbarizálódot, a határ menti települések falusias jellegűvé váltak, a lakosság élete a 4. század végére teljesen bizonytalanná vált. Tömegesen vándoroltak el innen a provincia belsejébe, nagy részük 50-60 kilométeres távolságra, de voltak, akik messzebbre, akár Észak-Itáliáig vándoroltak. Itt nehezen fogadták be őket és nem volt jobb életük, mint Aquincumban, ahol a castrum biztonságot adott, és a püspök megszervezte az életüket. A limes már csak jelképes határvonal volt, a folyó túlpartjáról rendszeresen átközlekedett a lakosság, innentől már a régészeti leletekben sem mutatható ki lényeges különbség a két terület között.
A 4. század végétől megkezdődtek az első temetkezések a falakon belül. A népvándorlás korabeli népek időről időre megtelepedtek a romok között. A tábor, főleg annak déli-délkeleti része meghatározó szerepet játszott a középkori Óbuda fejlődésében.

## A castrum feltárása
A castrum feltárása Schönvisner István nevéhez fűződik, aki a 18. század végén megkezdte a kutatásokat, amik azóta is folynak. Ezek a kutatások az 1970-es években, az Árpád híd bővítése és a Flórián téri közlekedési csomópont kiépítésekor új irányt vettek, a leletmentés és feltárás mellett fontos szerepe lett a műemlékvédelemnek és a leletek bemutatásának is. A jelentősebb romok ma konzerválva és a környezetbe illesztve tekinthetőek meg, köztük a Flórián tér közelében elhelyezkedő principia, thermae maiores, a déli táborfal és a táborkapu, egy legénységi barakk és a porta praetoria.

## Ajánlott irodalom
- Kocsis László: Aquincum - castra (Archaeologiai Értesítő 110, 1983)
- Szirmai Krisztina: Kutatások a II-III. századi légióstábor praetentúrájának északi részén 1973-1977-ben (Archaeologiai Értesítő 107, 1980)